# Chiloquin
Chiloquin (kiejtése: ˈtʃɪləkwɪn; klamath nyelven mbosaksawaas („gyújtóhely”)) az Amerikai Egyesült Államok északnyugati részén, Oregon állam Klamath megyéjében, a kaliforniai határ közelében, a Fremont–Winema Nemzeti Erdő winemai körzetétől északra helyezkedik el. A 2010. évi népszámláláskor 734 lakosa volt. A város területe 2,12 km², melynek 100%-a szárazföld.
A település a 62-es és 97-es utak kereszteződésétől északra fekszik, azokhoz egy rövid, kelet–nyugat irányú szakasszal (422-es számú út) csatlakozik Klamath Agencytől délre. Közúton a helység Klamath Fallstól 42 km-re északra, Portlandtől pedig 407 km-re délre helyezkedik el.
A település neve az 1864-es megállapodásokkor még életben lévő Chaloquin törzsfőnök nevének módosított változata. A Southern Pacific Railroad archívuma szerint egy Bessie Chiloquin nevű nő 1914. február 14-én kérvényezte egy a településen áthaladó vasúti pálya létesítését.

## Éghajlat
A város éghajlata a Köppen-skála szerint meleg nyári mediterrán (Csb-vel jelölve). A legcsapadékosabb a december–január, a legszárazabb pedig a július–szeptember közötti időszak. A legmelegebb hónap július, a leghidegebb pedig január.
| Hónap                                   | Jan.  | Feb.  | Már.  | Ápr.  | Máj.  | Jún. | Júl. | Aug. | Szep. | Okt.  | Nov.  | Dec.  | Év    |
| --------------------------------------- | ----- | ----- | ----- | ----- | ----- | ---- | ---- | ---- | ----- | ----- | ----- | ----- | ----- |
| Rekord max. hőmérséklet (°C)            | 13,0  | 18,0  | 22,0  | 29,0  | 34,0  | 37,0 | 39,0 | 40,0 | 37,0  | 30,0  | 21,0  | 14,0  | 40,0  |
| Átlagos max. hőmérséklet (°C)           | 3,3   | 5,8   | 9,6   | 13,4  | 18,0  | 23,0 | 27,9 | 28,0 | 24,0  | 17,2  | 8,0   | 3,2   | 15,2  |
| Átlaghőmérséklet (°C)                   | −1,9  | −0,2  | 3,1   | 5,9   | 9,4   | 13,2 | 16,9 | 16,7 | 12,9  | 7,7   | 1,9   | −1,8  | 7,0   |
| Átlagos min. hőmérséklet (°C)           | −7,1  | −6,1  | −3,5  | −1,7  | 0,7   | 3,4  | 5,9  | 5,4  | 1,8   | −1,8  | −4,3  | −6,8  | −1,1  |
| Rekord min. hőmérséklet (°C)            | −24,0 | −28,0 | −18,0 | −11,0 | −10,0 | −5,0 | −2,0 | −3,0 | −9,0  | −18,0 | −22,0 | −28,0 | −28,0 |
| Átl. csapadékmennyiség (mm)             | 80    | 58    | 52    | 36    | 34    | 18   | 12   | 12   | 14    | 28    | 71    | 100   | 515   |
| Forrás: Western Regional Climate Center |       |       |       |       |       |      |      |      |       |       |       |       |       |

## Népesség

### 2010
A 2010-es népszámláláskor a városnak 734 lakója, 281 háztartása és 179 családja volt. A népsűrűség 346,2 fő/km2. A lakóegységek száma 356, sűrűségük 167,9 db/km2. A lakosok 40,7%-a fehér, 0,1%-a afroamerikai, 49,2%-a indián, 0,4%-a ázsiai,  0,5%-a egyéb, 9%-a pedig kettő vagy több etnikumú. A spanyol vagy latino származásúak aránya 6,5% (5,6% mexikói, 0,3% Puerto Ricó-i,  0,7% egyéb spanyol vagy latino származású.)
A háztartások 31,3%-ában élt 18 évnél fiatalabb. 36,3% házas, 19,9% egyedülálló nő, 7,5% egyedülálló férfi, 36,3% pedig nem család. 31% egyedül élt; 10,7%-uk 65 éves vagy idősebb. Egy háztartásban átlagosan 2,61 személy élt; a családok átlagmérete 3,26 fő.
A medián életkor 41,9 év volt. A város lakóinak 27%-a 18 évesnél fiatalabb, 6,5% 18 és 24 év közötti, 20,6%-uk 25 és 44 év közötti, 30,9%-uk 45 és 64 év közötti, 15%-uk pedig 65 éves vagy idősebb. A lakosok 48,6%-a férfi, 51,4%-a pedig nő.

### 2000
A 2000-es népszámláláskor  a városnak 716 lakója, 257 háztartása és 173 családja volt. A népsűrűség 337,7 fő/km2. A lakóegységek száma 290, sűrűségük 136,8 db/km2. A lakosok 42,6%-a fehér,  51,54%-a indián, 0,14%-a ázsiai,  1,26%-a egyéb-, 4,5%-a pedig kettő vagy több etnikumú. A spanyol vagy latino származásúak aránya 5,31% (4,1% mexikói, 0,1% Puerto Ricó-i,  1,1% pedig egyéb spanyol/latino származású.)
A háztartások 40,5%-ában élt 18 évnél fiatalabb. 39,3% házas, 21,4% egyedülálló nő; 32,3% pedig nem család. 24,1% egyedül élt; 10,1%-uk 65 éves vagy idősebb. Egy háztartásban átlagosan 2,79 személy élt; a családok átlagmérete 3,34 fő.
A város lakóinak 34,9%-a 18 évesnél fiatalabb, 7% 18 és 24 év közötti, 23,6%-uk 25 és 44 év közötti, 22,8%-uk 45 és 64 év közötti, 11,7%-uk pedig 65 éves vagy idősebb. A medián életkor 34 év volt. Minden 100 nőre 102,3 férfi jut; a 18 évnél idősebb nőknél ez az arány 92,6.
A háztartások medián bevétele 20 668 amerikai dollár, ez az érték családoknál $21 250. A férfiak medián keresete $29 167, míg a nőké $18 750. A város egy főre jutó bevétele (PCI) $9604. A családok 33,5%-a, a teljes népesség 31,2%-a élt létminimum alatt; a 18 év alattiaknál ez a szám 42,3%, a 65 évnél idősebbeknél pedig 5,7%.

## Gazdaság és infrastruktúra
A 2002-es adatok alapján a legnagyobb foglalkoztatók a Weyearhaeuser fafeldolgozó, a Jeld-Wen nyílászáró-gyártó, a klamath indiánoknak jogi és egészségügyi segítséget nyújtó Klamath Tribes és a Klamath megyei Iskolakerület.
A városnak egy általános iskolája (Chiloquin Elementary, óvodától hatodik osztályig) és egy gimnáziuma (Chiloquin Jr./Sr. High School, 7–12. osztályig) van.
A közösség egy 970 hektáros telkén működik a 190,5 milliméter nyomtávú Train Mountain Railroad hobbivasút, amely 40,61 kilométeres hosszával bekerült a 2004-es Guinness Rekordok Könyvébe. A településtől 5 km-re, a 97-es út mentén található a Collier Állami Emlékpark, valamint a helységtől 3 km-re délre, szintén a 97-es úton van az indián törzs által működtetett Kla-Mo-Ya Casino and Travel Center.

## Fordítás
Ez a szócikk részben vagy egészben  a   Chiloquin, Oregon című angol Wikipédia-szócikk ezen változatának fordításán alapul.  Az eredeti cikk szerkesztőit annak laptörténete sorolja fel. Ez a jelzés csupán a megfogalmazás eredetét és a szerzői jogokat jelzi, nem szolgál a cikkben szereplő információk forrásmegjelöléseként.